# State Fair (1945)
State Fair é um filme musical estadunidense de 1945, dirigido por Walter Lang. O roteiro adapta o do filme homônimo de 1933, e apresenta músicas originais da dupla Rodgers e Hammerstein. Foi refilmado em 1962 com Pat Boone e Ann-Margret.
Foi o único musical de Rodgers e Hammerstein escrito diretamente para um filme. Apresenta as populares canções  "It's A Grand Night For Singing" e "It Might as Well Be Spring (que venceu o Óscar de Melhor Canção)". Em 1996, foi adaptado para a Broadway (mantendo-se para o espetáculo o mesmo nome do filme), com canções adicionais retiradas de outros musicais da dupla de compositores.

## Elenco
- Jeanne Crain...Margy Frake
- Dana Andrews...Pat Gilbert
- Dick Haymes...Wayne Frake
- Vivian Blaine...Emily Edwards
- Charles Winninger...Abel Frake
- Fay Bainter...Melissa "Ma" Frake
- Donald Meek...Senhor Hippenstahl
- William Marshall...Marty
- Frank McHugh...McGee
- Percy Kilbride...Dave Miller
- Phil Brown...Harry Ware, noivo de Margy
- Harry Morgan (creditado como Henry Morgan)...Barker, da barraca das argolas
- Blue Boy... o javali [nota 1]

### Galeria

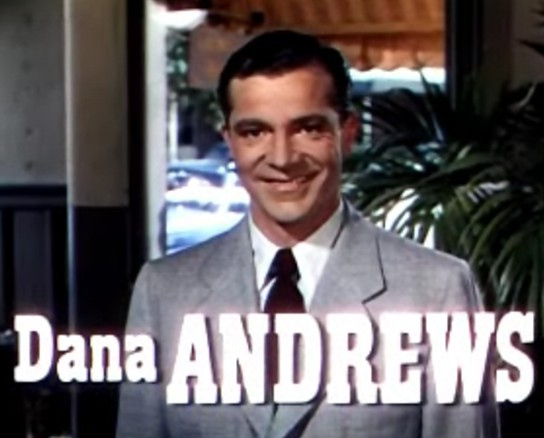
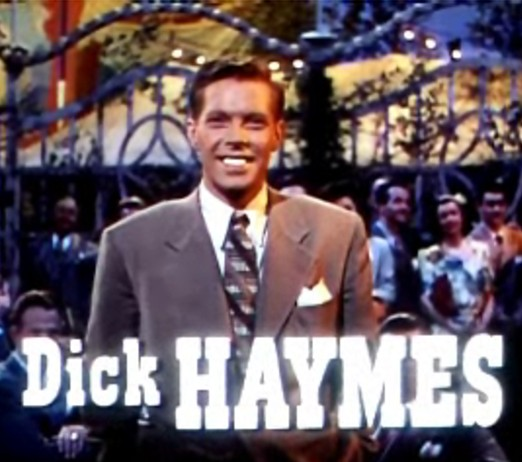
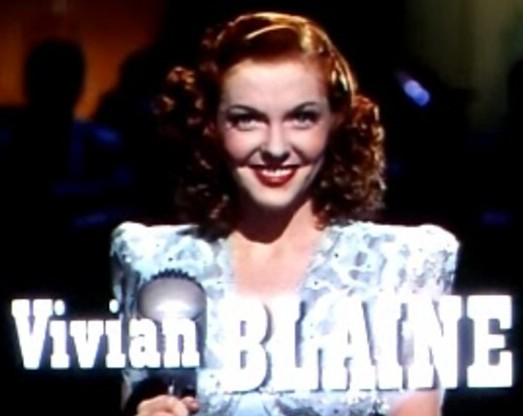
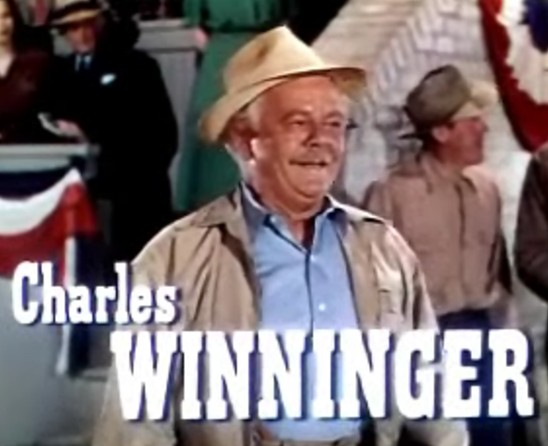
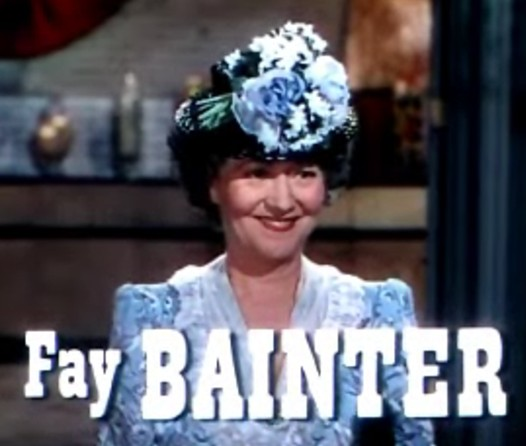

## Sinopse
A família Frake vive a expectativa de participar da anual Feira Estadual de Iowa. A filha Margy quer sair da rotina da vida da fazenda e se afastar do noivo simplório e fazendeiro; o pai Abel quer ganhar a competição de porcos com seu animal Blue Boy e está tão confiante que aposta 5 dólares em sua vitória contra o vizinho Dave Miller. A mãe Melissa é uma das favoritas para participar das competições de comida. O filho Wayne fica desanimado quando a noiva Eleanor não pode acompanhá-lo. O noivo de Margy, Harry, também avisa que não a acompanhará pois precisa cuidar das vacas. Quando chegam à Feira, os pais se empenham em suas respectivas competições enquanto os filhos conhecem pessoas de fora do meio rural, o repórter Pat Gilbert e a cantora Emily Edwards, ambos de Chicago, e iniciam novos romances.

## Cantores
Dick Haymes e Vivian Blaine eram conhecidos cantores de big band e interpretaram as canções com as próprias vozes. Jeanne Crain foi dublada nos números musicais por Louanne Hogan e Dana Andrews, por Ben Gage.

## Números musicais
- "Our State Fair" - de Percy Kilbride, Charles Winninger e Fay Bainter.
- "It Might as Well Be Spring" - Jeanne Crain (dublado por Louanne Hogan).
- "That's for Me" - Vivian Blaine com Orquestra Tommy Thomas.
- "It's A Grand Night For Singing" - Dick Haymes, Vivian Blaine, Jeanne Crain (dublado por Louanne Hogan), Dana Andrews (dublado por Ben Gage) e Coral.
- "That's for Me" (reprise) - Jeanne Crain (dublado por Louanne Hogan) e Dick Haymes.
- "It's A Grand Night For Singing" (reprise 1) - William Marshall, Vivian Blaine e Coral.
- "Isn't It Kind of Fun?" - Dick Haymes e Vivian Blaine.
- "All I Owe Ioway" - William Marshall, Vivian Blaine, Fay Bainter, Charles Winninger e Coral.
- "It's A Grand Night For Singing" (reprise 2) - Dick Haymes e Coral

## Cultura popular
The Moon Is Blue foi tema de um episódio de 1982 da série de TV M*A*S*H, em que os personagens, ao ouvirem sobre a polêmica do filme, tentaram conseguir uma cópia para exibição na unidade médica móvel da Coreia mas tiveram que aceitar assistirem State Fair. O ator Harry Morgan, que participava da série como o personagem Sherman T. Potter, aparece em State Fair como um dos operadores das tendas